# Србија на Зимским олимпијским играма 2022.
Србија је на Зимским олимпијским играма 2022, у Пекингу, у Кини учествовала по четврти пут као самостална држава.
Тим Србије чини двоје спортиста, један мушкарац и једна жена у алпском скијању. Ово је најмањи зимски олимпијски тим који је Србија слала до сада под својом заставом.
На свечаном отварању заставу Србије носио је алпски скијаш Марко Вукићевић.

## Учесници по спортовима
| Спорт          | Мушкарци | Жене | Укупно |
| -------------- | -------- | ---- | ------ |
| Алпско скијање | 1        | 1    | 2      |
| Укупно (1)     | 1        | 1    | 2      |

## Алпско скијање
Невена Игњатовић учествују трећи пут, а Марко Вукићевић други пут на Олимпијским играма.
| Скијаш/ица         | Дисциплина        | 1. вожња | 1. вожња         | 2. вожња         | 2. вожња         | Укупно време      | Укупно време      | Детаљи |
| Скијаш/ица         | Дисциплина        | Време    | Поз.             | Време            | Поз.             | Време             | Поз.              | Детаљи |
| ------------------ | ----------------- | -------- | ---------------- | ---------------- | ---------------- | ----------------- | ----------------- | ------ |
| Марко Вукићевић    | Спуст М           | Н/Д      | Н/Д              | Н/Д              | Н/Д              | Није завршио трку | Није завршио трку |        |
| Марко Вукићевић    | Супервелеслалом М | Н/Д      | Н/Д              | Н/Д              | Н/Д              | 1:29.45           | 34                |        |
| Невена Игњатовић   |                   |          |                  |                  |                  |                   |                   |        |
| Спуст Ж            | Н/Д               | Н/Д      | Н/Д              | Н/Д              | 1:40.73          | 30                |                   |        |
| Суперкомбинација Ж | 1:37.02           | 22       | Дисквалификована | Дисквалификована | Дисквалификована | Дисквалификована  |                   |        |